# ラクパ・ツァムチョエ
ラクパ・ツァムチョエ（लाक्पासाम्चे,Lhakpa Tsamchoe、1972年 - ）は、インド、ネパールの女優。
2001年に結婚。

## 出演作品
- セブン・イヤーズ・イン・チベット Seven Years in Tibet (1997年)（ペマ・ラキ）
- キャラバン Himalaya - l'enfance d'un chef  (1999年)
- Milarepa（英語版） (2006年)